# Eva Österberg (historiker)
Eva Birgitta Österberg, född 25 oktober 1942 i Varbergs församling i Hallands län, är en svensk historiker. 
Hon blev filosofie doktor 1971, blev docent vid Lunds universitet 1973, var professor vid Uppsala universitet 1984–1987 och vid Lunds universitet 1987–2007. Österberg är ledamot av Kungl. Vetenskapsakademien, Kungl. Vitterhets Historie och Antikvitets Akademien och Kungl. Vetenskapssamhället i Uppsala; dessutom är hon medlem i Hallands akademi.